# Онуфриенко, Юрий Иванович
Юрий Иванович Онуфриенко (род. 6 февраля 1961, с. Рясное Золочевского района Харьковской области, Украинская ССР, СССР) — герой Российской Федерации, лётчик-космонавт Российской Федерации, полковник.

## Биография
Родился в селе Рясное Золочевского района Харьковской области Украинской ССР. Учился в Золочевской средней школе № 1, которую закончил в 1978 году. После школы поступил в Ейское высшее военное авиационное училище лётчиков (ВВАУЛ) имени В. М. Комарова, которое закончил в 1982 году с дипломом «лётчика-инженера».
С 7 декабря 1982 года служил в 229 авиационном полку истребителей-бомбардировщиков Дальневосточного военного округа сначала лётчиком, а с 22 мая 1983 года — старшим лётчиком. С 21 ноября 1984 года служил в 209 авиационном полку истребителей-бомбардировщиков.
22 апреля 1989 года был зачислен в качестве кандидата в космонавты-испытатели в центре подготовки космонавтов (10-й набор космонавтов ЦПК ВВС). С июня 1989 года по январь 1991 года проходил курс общекосмической подготовки, по результатам которой 1 февраля 1991 года ему была присвоена квалификация «космонавт-испытатель». Также с апреля 1991 по апрель 1994 года проходил подготовку по программе орбитальной станции «Мир».
С 1992 года по апрель 1994 года проходил подготовку на факультете «Аэрокосмология» в Международном центре обучающих систем, по окончании которого получил квалификацию «инженер-эколог» и международный сертификат на звание «магистр экологического менеджмента».
С 1994 по 1995 год несколько раз входил в дублирующие экипажи в качестве командира экипажа.
Первый космический полёт совершил с 21 февраля по 2 сентября 1996 года как командир космического корабля «Союз ТМ-23» и орбитальной станции «Мир» совместно с Юрием Владимировичем Усачёвым и Шеннон Люсид (США). Во время полёта совершил шесть выходов в открытый космос общей продолжительностью 30,5 часов. Общая продолжительность полёта составила 193 суток 19 часов 7 минут и 35 секунд.
С 28 июля 1997 года входил в дублирующий экипаж 1-й экспедиции на МКС в качестве командира экипажа, а также в основной экипаж 3-й экспедиции на МКС вместе с Михаилом Владиславовичем Тюриным. В связи с переформированием экипажей 20 октября 1997 года был назначен командиром дублирующего экипажа 2-й экспедиции на МКС и основного экипажа 4-й экспедиции на МКС вместе с Карлом Уолзом (США) и Дэниелом Бёршем (США).
Второй космический полёт совершил с 5 декабря 2001 года по 19 июня 2002 года как командир 4-й экспедиции на МКС совместно с Карлом Уолзом и Дэниелом Бёршем. Старт был произведён на шаттле STS-108. Во время полёта совершил два выхода в открытый космос общей продолжительностью 12 часов 2 минуты. Посадку на Землю произвёл на шаттле STS-111. Общая продолжительность полёта составила 195 суток 19 часов 39 минут и 17 секунд.
Статистика
| # | Стартовый корабль | Старт, UTC        | Экспедиция             | Корабль посадки | Посадка, UTC      | Налёт                       | Выходы в открытый космос | Время в открытом космосе |
| - | ----------------- | ----------------- | ---------------------- | --------------- | ----------------- | --------------------------- | ------------------------ | ------------------------ |
| 1 | Союз ТМ-23        | 21.02.1996, 12:34 | Союз ТМ-23, Мир-21     | Союз ТМ-23      | 02.09.1996, 07:41 | 193 суток 19 часов 07 минут | 6                        | 30 часов 30 минут        |
| 2 | Индевор STS-108   | 05.12.2001, 21:19 | Индевор STS-108, МКС-4 | Индевор STS-111 | 19.06.2002, 17:57 | 195 суток 19 часов 38 минут | 2                        | 12 часов 02 минуты       |
|   |                   |                   |                        |                 |                   | 389 суток 14 часов 45 минут | 8                        | 42 часа 32 минуты        |

17 марта 2004 года назначен на должность заместителя начальника 1-го управления РГНИИ «Центр подготовки космонавтов».
Имеет 2-й разряд по лыжному спорту и шахматам; увлекается рыбалкой, фотоделом и теннисом.

## Воинские звания
- лейтенант (16.10.1982).
- старший лейтенант (31.10.1984).
- капитан (6.11.1986).
- майор (16.05.1989).
- подполковник (20.11.1992).
- полковник (1.06.1997).

## Награды и звания
- Герой Российской Федерации (16 октября 1996) — за успешное осуществление международного космического полёта на орбитальном научно-исследовательском комплексе «Мир» и проявленные при этом мужество и героизм[2]
- орден «За заслуги перед Отечеством» IV степени (2 февраля 2004) — за мужество и высокий профессионализм, проявленные при осуществлении космического полёта на Международной космической станции[3]
- медаль «За заслуги в освоении космоса» (12 апреля 2011 года) — за большие заслуги в области исследования, освоения и использования космического пространства, многолетнюю добросовестную работу, активную общественную деятельность[4]
- медаль «70 лет Вооружённых Сил СССР» (1988);
- медали «За безупречную службу» I, II и III степеней;
- медаль Алексея Леонова (Кемеровская область, 2015) — за восемь совершённых выходов в открытый космос[5];
- орден Почётного легиона (Франция, 1997)
- две медали «За космический полёт» (НАСА)
- медаль «За выдающуюся общественную службу» (НАСА)
- Лётчик-космонавт Российской Федерации (16 октября 1996) — за успешное осуществление международного космического полёта на орбитальном научно-исследовательском комплексе «Мир» и проявленные при этом мужество и героизм[6]
- премия Правительства Российской Федерации имени Ю. А. Гагарина в области космической деятельности (2016) — за создание технологии многосегментной подготовки к полету экипажей международной космической станции